# M-am suit în dealul Clujului
M-am suit în dealul Clujului (Scalando le colline di Cluj) è un'antica canzone tradizionale rumena. La canzone è legata alla città di Cluj-Napoca, capoluogo della regione rumena della Transilvania.

## Descrizione
La canzone è stata rielaborata in italiano nel 1979 da Angelo Branduardi con il titolo di La raccolta nell'album Cogli la prima mela.
Lo stesso brano è stato riproposto dallo stesso Branduardi nel 1980 in versione inglese (The harvest nell'album Life is the only teacher) e francese (Coquelicot dans la récolte nell'album Va où le vent te mène).

## Testo originale rumeno
M-am suit in dealul Clujului, ta, ra, ra, ram,

Sa-i culeg o floare badelui, ta, ra, ra, ram,

In padure singurea,

Sa-i culeg o viorea,

M-am suit in dealul Clujului, ta, ra, ra, ram.
Foicica viorea, sa-i spui, ta, ra, ra, ram,

Cum ma arde focul dorului, ta, ra, ra, ram,

Focul dorului amar

Si-l astept sa vie iar,

Floricica viorea sa-i spui, ta, ra, ra, ram.
Mi s-o dus badita-n sat vecin, ta, ra, ra, ram,

Tractorist la statia de masini, ta, ra, ra, ram,

Sa brazdeze holdele,

Sa rasara grânele,

Mi s-o dus badita-n sat vecin, ta, ra, ra, ram.
Vorba buna badea mi-a trimes, ta, ra, ra, ram,

C-o veni in toamnala cules, ta, ra, ra, ram,

Poama dulce s-adunam

Si la nunta sa jucam,

Vorba buna badea mi-o trimis, ta, ra, ra, ram.
M-am suit in dealul Clujului, ta, ra, ra, ram,

Sa astept in calea badelui, ta, ra, ra, ram,

La izvoare langa fag

Unde ne-o fost locu drag

M-am suit in dealul Clujului, ta, ra, ra, ram.